# Prestonia papillosa
Prestonia papillosa är en oleanderväxtart som först beskrevs av Müll.Arg., och fick sitt nu gällande namn av J.F.Morales. Prestonia papillosa ingår i släktet Prestonia och familjen oleanderväxter. Inga underarter finns listade i Catalogue of Life.